# Nati nel 1242
| Questa pagina contiene informazioni ricavate automaticamente dalle voci biografiche con l'ausilio del template Bio e di un bot. L'aggiornamento è periodico e automatico e ricostruisce completamente la pagina. Se manca una persona in questa lista, sei pregato di non aggiungerla, ma accertati piuttosto che la sua voce biografica contenga il template Bio e che i dati anagrafici siano correttamente compilati. Se il template Bio manca, inseriscilo tu stesso o, in alternativa, metti l'avviso {{tmp\|Bio}} che ne segnala la mancanza. Se i dati riportati sono sbagliati, correggi direttamente la voce biografica; le modifiche saranno visibili in questa lista entro pochi giorni. Per chiarimenti vedi il progetto biografie. La lista contiene solo le 13 persone che sono citate nell'enciclopedia e per le quali è stato implementato correttamente il template Bio. Pagina aggiornata al 2 mag 2025. |

- 27 gennaio - Margherita d'Ungheria, religiosa e santa ungherese († 1271)
- 2 marzo - Isabella di Francia, principessa francese († 1271)
- 25 giugno - Beatrice d'Inghilterra, nobile († 1275)
- 15 dicembre - Principe Munetaka, militare giapponese († 1274)
- Elena Ducas, principessa bizantina († 1271)
- Beatrice di Navarra, nobile († 1295)
- Cristina di Stommeln, mistica tedesca († 1312)
- Patrick Dunbar, VIII conte di March, nobile scozzese († 1308)
- Giorgio Pachimere, storico e scrittore bizantino
- Teodorico di Landsberg, nobile tedesco († 1285)
- Corrado di Antiochia, nobile italiano († 1320)
- Giovanni di Brunswick-Lüneburg, duca († 1277)
- Beatrice di Castiglia e Guzmán, sovrana († 1303)